# Раб, Ян
Ян Раб (нидерл. Jan Rab, 25 декабря 1943, Схидам) — нидерландский футбольный тренер и функционер.

## Карьера
Рано закончив карьеру, занялся тренерской деятельностью. На протяжении нескольких лет Раб возглавлял клубы Эредивизи «Телстар» и «Утрехт». Затем долгое время входил в штаб сборных Нидерландов разных возрастов. С 1996 по 1998 год был помощником Гуса Хиддинка в главной национальной команде. 26 февраля 1997 года во время его госпитализации Раб замещал наставника у руля сборной в гостевом товарищеском матче против Франции (1:2). Позднее являлся техническим директором клуба «НАК Бреда»